# Lubuk Sitarak
Lubuk Sitarak is een bestuurslaag in het regentschap Indragiri Hulu van de provincie Riau, Indonesië. Lubuk Sitarak telt 1257 inwoners (volkstelling 2010).